# Nesselrath (Leichlingen)
Nesselrath ist eine aus einer Hofschaft hervorgegangene Ortschaft in der Stadt Leichlingen (Rheinland) im Rheinisch-Bergischen Kreis.

## Lage und Beschreibung
Nesselrath liegt an der Wupper nördlich des Leichlinger Zentrums an der Kreisstraße 1 in der naturräumlichen Einheit Unteres Wuppertal. Der nahe Fluss bildet die Stadtgrenze zu Solingen. Östlich liegt die Niederungsburg Haus Nesselrath.
Weitere Nachbarorte sind Kradenpuhl, Altenhof, Scheidt, Büchelshäuschen, Kuhle, Diepenbroich, Oberschmitte und Bennert auf Leichlinger Stadtgebiet diesseits der Wupper und Horn, Gosse, Birkendahl, Eickenberg und Haasenmühle auf Solinger Stadtgebiet auf der anderen Wupperseite. 

## Geschichte
Im 18. Jahrhundert gehörte der Ort zum Kirchspiel Leichlingen im bergischen Amt Miselohe. Die Topographische Aufnahme der Rheinlande von 1824 und die Preußische Uraufnahme von 1844 verzeichnen den Ort beide als Nesselrath.
1832 gehörte Nesselrath der Bürgermeisterei Leichlingen an. Der laut der Statistik und Topographie des Regierungsbezirks Düsseldorf als Ackergut kategorisierte Ort besaß zu dieser Zeit vier Wohnhäuser und zehn landwirtschaftliche Gebäude. Zu dieser Zeit lebten 33 Einwohner im Ort, allesamt evangelischen Glaubens.
Im Gemeindelexikon für die Provinz Rheinland werden 1885 zwölf Wohnhäuser mit 78 Einwohnern angegeben. 1895 besitzt der Ort zehn Wohnhäuser mit 48 Einwohnern, 1905 zehn Wohnhäuser und 49 Einwohner.
Die beiden Wohnhäuser Nesselrath 5/6 und 8/9/11 sind eingetragene Baudenkmäler.